# Heroes of Might and Magic: A Strategic Quest
Heroes of Might and Magic: A Strategic Quest – pierwsza część serii gier strategicznych z elementami RPG z cyklu Heroes of Might and Magic wydana w 1995 roku, rozgrywająca się w średniowiecznym świecie fantasy Enroth.

## Fabuła
Czworo władców usiłuje podbić Enroth: Lord Ironfist (Rycerz), Lord Slayer (Barbarzyńca), Królowa Lamanda (Czarodziejka) i Lord Alamar (Czarnoksiężnik). Kampania jest jedna, dla każdej z nacji różni się pozycjami startowymi na mapach oraz doborem ostatnich misji – każda z nich to ostateczna walka z jednym z przeciwników. Pierwsza część jest bardzo ważna dla rozwoju fabuły w kolejnych częściach. Lord Ironfist o imieniu Morglin pochodzi z kolonii starożytnych. Jednak tajemniczym sposobem dostaje się do teleportu, za pomocą którego przenosi się na Enroth. Pokonuje on swoich wrogów dzięki zdolnościom dowódcy. Największym z nich jest Czarnoksiężnik Alamar.
Heroes of Might and Magic posiada dwie ścieżki fabularne: pierwszą tworzy sam gracz, wybierając jednego z czterech lordów i dowodząc jego wojskami przez wszystkie 8 misji (kampania zawiera w sumie 9 misji, lecz 4 z nich polegają na podbiciu stolicy jednego z lordów, więc np. misja "Zamek Slayer" nie będzie dostępna dla gracza, który wybrał lorda Slayera). Nie jest ona zgodna z oficjalną linią fabularną określoną przez twórców zarówno dalszych części Heroes of Might and Magic, jak i Might and Magic: do gry dołączono instrukcję użytkownika, w której zamieszczono Listy lorda Ironfista - opowieść o tytułowym przywódcy, który podbija Enroth, pokonując swoich rywali, co pozostaje w sprzeczności, jeśli gracz ukończył grę po stronie np. królowej Lamandy. Podobny zabieg zastosowano w sequelu gry - Heroes of Might and Magic II, gdzie można doprowadzić do zwycięstwa Archibalda Ironfista wbrew fabule określonej w Heroes of Might and Magic III i innych pochodnych mu tytułach.

## Rozgrywka
Zadaniem gracza jest rozbudowa zamków oraz stworzenie silnej armii zdolnej podbić nowo odkryte lądy lub wypełniać różnego rodzaju misje. Gracz pozyskuje bohaterów, gromadzi wojska i prowadzi je do zwycięstwa, rozwijając przy tym infrastrukturę swoich zamków. Zamki można rozbudowywać o kolejne budynki, w tym m.in. siedziby różnych stworzeń oraz gildię magów. Konkretne budynki, jakie można zbudować, zależne są od rodzaju zamku.
Gra składa się z dwóch głównych części składowych - strategicznej, w której przemieszcza się herosów po mapie, zajmuje kopalnie, i odwiedza różne budynki, przynoszące określone zyski, a druga to część taktyczna - walka z przeciwnikiem lub neutralnymi stworzeniami. Walki toczone są na mini mapkach, na których wojska herosa gracza są grupowane na paru polach po jednej stronie, a przeciwnika po drugiej stronie. Jedna grupa może zawierać jednostki tylko jednego rodzaju i symbolizowane są przez pojedynczą postać z podaną liczbą jednostek.
Nieograniczone możliwości rozgrywki zapewnia edytor poziomów (edytor map) oraz dostępny po uruchomieniu go generator map losowych. Edytor umożliwia nie tylko stworzenie własnego niekampanijnego scenariusza, ale również i modyfikację już istniejących, zaś generator sprawia, że po ustaleniu parametrów częstotliwości występowania danych terenów, obiektów i jednostek komputer sam tworzy mapę.

## Bohaterowie
Każdy bohater jest mobilną częścią armii i jej trzonem prowadzącym ze sobą armie. Bohaterowie stanowią podstawę rozgrywki. Mogą oni odkrywać nowe tereny, zbierać zasoby i artefakty, odwiedzać różne lokacje, zajmować kopalnie, walczyć z potworami oraz wrogimi bohaterami, oraz podbijać wrogie zamki. Zarówno ruch bohaterem, jak i sama walka odbywają się w systemie turowym. Bohaterowie nie uczestniczą bezpośrednio w walce. Walczą posiadane przez nich jednostki (każdy bohater może posiadać maksymalnie 5 różnych typów stworzeń). Bohater może jedynie wspomagać swoją armię za pomocą magii. Bez niego wygranie poprawnie stworzonego scenariusza jest niemożliwe. Gracz posiada standardowo jednego bohatera na początku rozgrywki - następnych można zatrudnić w zamku.